# Jaroslava Švedova
Jaroslava Vjačeslavovna Švedova [jároslava vjáčeslavovna švédova] (rusko Ярослава Вячеславовна Шведова), kazahstanska tenisačica, * 12. september 1987, Moskva, Rusija.